# Pentair
Pentair est une entreprise d'origine américaine spécialisée dans la gestion des fluides et la filtration.

## Histoire
En 2004, Pentair acquiert Wicor Industries, ancienne filiale spécialisée dans les équipements hydrauliques de Wisconsin Energy, pour 850 millions de dollars. En octobre 2004, Pentair vend ses activités d'outillages à Black & Decker pour 775 millions de dollars.
En 2007, Pentair acquiert Porous Media, une entreprise spécialisée dans les systèmes de filtrations de l'eau, pour 225 millions de dollars.
En 2012, Pentair fusionnent avec l'activité de gestion des fluides de Tyco International, activité qui était en passe d'être scindée, pour l'équivalent de 4,6 milliards de dollars, pour former un nouvel ensemble sous le nom de Pentair. À la suite de cette opération, les actionnaires de Tyco détiendront 52 % du nouvel ensemble quand ceux de Pentair détiendront le reste. De plus, Pentair décide de déplacer son siège social en Suisse, siège de Tyco, via cette opération, par un processus d'inversion,. 
En août 2015, Pentair acquiert Erico Global, entreprise spécialisée dans les systèmes de fixation, pour 1,8 milliard de dollars, reprise de dettes incluse.
En août 2016, Emerson annonce l'acquisition de la division dédiée aux vannes de Pentair pour 3,15 milliards de dollars.
En mars 2022, Pentair annonce l'acquisition de Manitowoc Ice, spécialisée dans les machines à glaçon, pour 1,6 milliard de dollars.